# Фудбалска репрезентација Гватемале
Фудбалска репрезентација Гватемале (шп. Selección de fútbol de Guatemala) национали је фудбалски тим који представља Гватемалу на међународним такмичењима; под управом је фудбалског савеза Гватемале (FENAFUTG), владајућег тела за фудбал у Гватемали. Основана 1919. године, придружена је ФИФАи од 1946. године и чланица је КОНКАКАФа.
Тим је три пута наступио на олимпијским турнирима, такмичећи се на Олимпијским играма 1968., 1976. и 1988. године. Гватемала се никада није пласирала на завршни турнир Светског првенства, иако је у четири наврата стигла до последње рунде квалификација.
Гватемала је освојила шампионат КОНКАКАФа 1967. и Куп нација УНКАФа 2001. Најбољи наступ тима на златном купу КОНКАКАФа био је 1996. године, када су заузели четврто место. Гватемала је такође освојила бронзану медаљу на Панамеричким играма 1983. у Каракасу, Венецуела. Опрему за репрезентацију испоручује Умбро. Опрему репрезентацији су у прошлости давали Атлетика, Адидас и Пума.

## Историја

### Почеци
Гватемала је 23. августа 1902. године створила свој први фудбалски тим, састављен од 22 играча. Тим је био подељен на две стране, плаву и белу. Временом су основани клубови и на крају је репрезентација Гватемале, под надимком плаво-бели (la Azul y Blanco), основана 1921. године. Гватемала је своју прву утакмицу имала 16. септембра 1921. на Играма стогодишњице независности одржаној у Гватемали, против Хондураса. Утакмица се играла у Гватемала Ситију и Гватемала је победила Хондурас резултатом 9:0. У финалу је Гватемала поражена од Костарике резултатом 6:0.
Гватемала је имала успех у неколико издања шампионата држава Централне Америке и Кариба, претече Златног купа, била је вицешампион три пута 1943., 1946. и 1948. Године 1958. Гватемала је почела да учествује у квалификационим рундама Светског купа. Завршили су последњи, без бода, у групи са Костариком и Холандским Антилима.

### Конкакафов златни куп
| Конкакафов шампионат & Конкакафов златни куп резултати | Конкакафов шампионат & Конкакафов златни куп резултати | Конкакафов шампионат & Конкакафов златни куп резултати | Конкакафов шампионат & Конкакафов златни куп резултати | Конкакафов шампионат & Конкакафов златни куп резултати | Конкакафов шампионат & Конкакафов златни куп резултати | Конкакафов шампионат & Конкакафов златни куп резултати | Конкакафов шампионат & Конкакафов златни куп резултати | Конкакафов шампионат & Конкакафов златни куп резултати | Конкакафов шампионат & Конкакафов златни куп резултати |
| Година                                                 | Коло                                                   | Позиција                                               | Ута                                                    | П                                                      | Н                                                      | И                                                      | ГД                                                     | ГП                                                     | Група                                                  |
| ------------------------------------------------------ | ------------------------------------------------------ | ------------------------------------------------------ | ------------------------------------------------------ | ------------------------------------------------------ | ------------------------------------------------------ | ------------------------------------------------------ | ------------------------------------------------------ | ------------------------------------------------------ | ------------------------------------------------------ |
| 1963.                                                  | Четврто место                                          | 4.                                                     | 4                                                      | 1                                                      | 2                                                      | 1                                                      | 7                                                      | 6                                                      | Група                                                  |
| 1965.                                                  | Вицешампиони                                           | 2.                                                     | 5                                                      | 3                                                      | 1                                                      | 1                                                      | 11                                                     | 5                                                      | Група                                                  |
| 1967.                                                  | Шампиони                                               | 1.                                                     | 5                                                      | 4                                                      | 1                                                      | 0                                                      | 7                                                      | 1                                                      | Група                                                  |
| 1969.                                                  | Вицешампиони                                           | 2.                                                     | 5                                                      | 3                                                      | 2                                                      | 0                                                      | 10                                                     | 2                                                      | Група                                                  |
| 1971.                                                  | Нису се квалификовали                                  | Нису се квалификовали                                  | Нису се квалификовали                                  | Нису се квалификовали                                  | Нису се квалификовали                                  | Нису се квалификовали                                  | Нису се квалификовали                                  | Нису се квалификовали                                  | Нису се квалификовали                                  |
| 1973.                                                  | Пети                                                   | 5.                                                     | 5                                                      | 0                                                      | 3                                                      | 2                                                      | 4                                                      | 6                                                      | Група                                                  |
| 1977                                                   | Пети                                                   | 5.                                                     | 5                                                      | 1                                                      | 1                                                      | 3                                                      | 8                                                      | 10                                                     | Група                                                  |
| 1981                                                   | Нису се квалификовали                                  | Нису се квалификовали                                  | Нису се квалификовали                                  | Нису се квалификовали                                  | Нису се квалификовали                                  | Нису се квалификовали                                  | Нису се квалификовали                                  | Нису се квалификовали                                  | Нису се квалификовали                                  |
| 1985                                                   | Прво коло                                              | 5.                                                     | 4                                                      | 2                                                      | 1                                                      | 1                                                      | 7                                                      | 3                                                      | Група                                                  |
| 1989.                                                  | Четврти                                                | 4.                                                     | 6                                                      | 1                                                      | 1                                                      | 4                                                      | 4                                                      | 7                                                      | Група                                                  |
| 1991                                                   | Групна фаза                                            | 7.                                                     | 3                                                      | 1                                                      | 0                                                      | 2                                                      | 1                                                      | 5                                                      | Група                                                  |
| 1993                                                   | Није учествовала                                       | Није учествовала                                       | Није учествовала                                       | Није учествовала                                       | Није учествовала                                       | Није учествовала                                       | Није учествовала                                       | Није учествовала                                       | Није учествовала                                       |
| 1996                                                   | Групна фаза                                            | 4.                                                     | 4                                                      | 1                                                      | 0                                                      | 3                                                      | 3                                                      | 5                                                      | Група                                                  |
| 1998                                                   | Групна фаза                                            | 7.                                                     | 3                                                      | 0                                                      | 2                                                      | 1                                                      | 3                                                      | 4                                                      | Група                                                  |
| 2000                                                   | Групна фаза                                            | 10.                                                    | 2                                                      | 0                                                      | 1                                                      | 1                                                      | 3                                                      | 5                                                      | Група                                                  |
| 2002                                                   | Групна фаза                                            | 12.                                                    | 2                                                      | 0                                                      | 0                                                      | 2                                                      | 1                                                      | 4                                                      | Група                                                  |
| 2003                                                   | Групна фаза                                            | 11.                                                    | 2                                                      | 0                                                      | 1                                                      | 1                                                      | 1                                                      | 3                                                      | Група                                                  |
| 2005                                                   | Групна фаза                                            | 11.                                                    | 3                                                      | 0                                                      | 1                                                      | 2                                                      | 4                                                      | 9                                                      | Група                                                  |
| 2007                                                   | Четвртфинале                                           | 8.                                                     | 4                                                      | 1                                                      | 1                                                      | 2                                                      | 2                                                      | 5                                                      | Група                                                  |
| 2009                                                   | Није се квалификовала                                  | Није се квалификовала                                  | Није се квалификовала                                  | Није се квалификовала                                  | Није се квалификовала                                  | Није се квалификовала                                  | Није се квалификовала                                  | Није се квалификовала                                  | Није се квалификовала                                  |
| 2011                                                   | Четвртфинале                                           | .                                                      | 4                                                      | 1                                                      | 1                                                      | 2                                                      | 5                                                      | 4                                                      | Група                                                  |
| 2013                                                   | Није се квалификовала                                  | Није се квалификовала                                  | Није се квалификовала                                  | Није се квалификовала                                  | Није се квалификовала                                  | Није се квалификовала                                  | Није се квалификовала                                  | Није се квалификовала                                  | Није се квалификовала                                  |
| 2015                                                   | Групна фаза                                            | 12th                                                   | 3                                                      | 0                                                      | 1                                                      | 2                                                      | 1                                                      | 4                                                      | Група                                                  |
| 2017                                                   | Дисквалификовани због ФИФА суспензије                  | Дисквалификовани због ФИФА суспензије                  | Дисквалификовани због ФИФА суспензије                  | Дисквалификовани због ФИФА суспензије                  | Дисквалификовани због ФИФА суспензије                  | Дисквалификовани због ФИФА суспензије                  | Дисквалификовани због ФИФА суспензије                  | Дисквалификовани због ФИФА суспензије                  | Дисквалификовани због ФИФА суспензије                  |
| 2019                                                   | Дисквалификовани због ФИФА суспензије                  | Дисквалификовани због ФИФА суспензије                  | Дисквалификовани због ФИФА суспензије                  | Дисквалификовани због ФИФА суспензије                  | Дисквалификовани због ФИФА суспензије                  | Дисквалификовани због ФИФА суспензије                  | Дисквалификовани због ФИФА суспензије                  | Дисквалификовани због ФИФА суспензије                  | Дисквалификовани због ФИФА суспензије                  |
| 2021                                                   | Групна фаза                                            | 13.                                                    | 3                                                      | 0                                                      | 1                                                      | 2                                                      | 1                                                      | 6                                                      | Група                                                  |
| Укупно                                                 | 1 титула                                               | 19/26                                                  | 72                                                     | 19                                                     | 21                                                     | 32                                                     | 83                                                     | 94                                                     | —                                                      |

| Конкакафов шампионат & Конкакафов златни куп, историја | Конкакафов шампионат & Конкакафов златни куп, историја                      |
| ------------------------------------------------------ | --------------------------------------------------------------------------- |
| Прва утакмица                                          | Гватемала 2 : 1 Хондурас · (23. март 1963; Сан Салвадор, Салвадор)          |
| Нахвећа победа                                         | Гватемала 6 : 1 Холандски Антили · (29. новембар 1969; Сан Хосе, Костарика) |
| Највећи пораз                                          | Мексико 4 : 0 Гватемала · (9. јул 2005; Лос Анђелес, САД)                   |
| Најбољи резултат                                       | Шампион (1967)                                                              |
| Најлошији резултат                                     | Групна фаза (1991, 1998, 2000, 2002, 2003, 2005, 2015, 2021)                |